# Santuário de São Pio de Pietrelcina

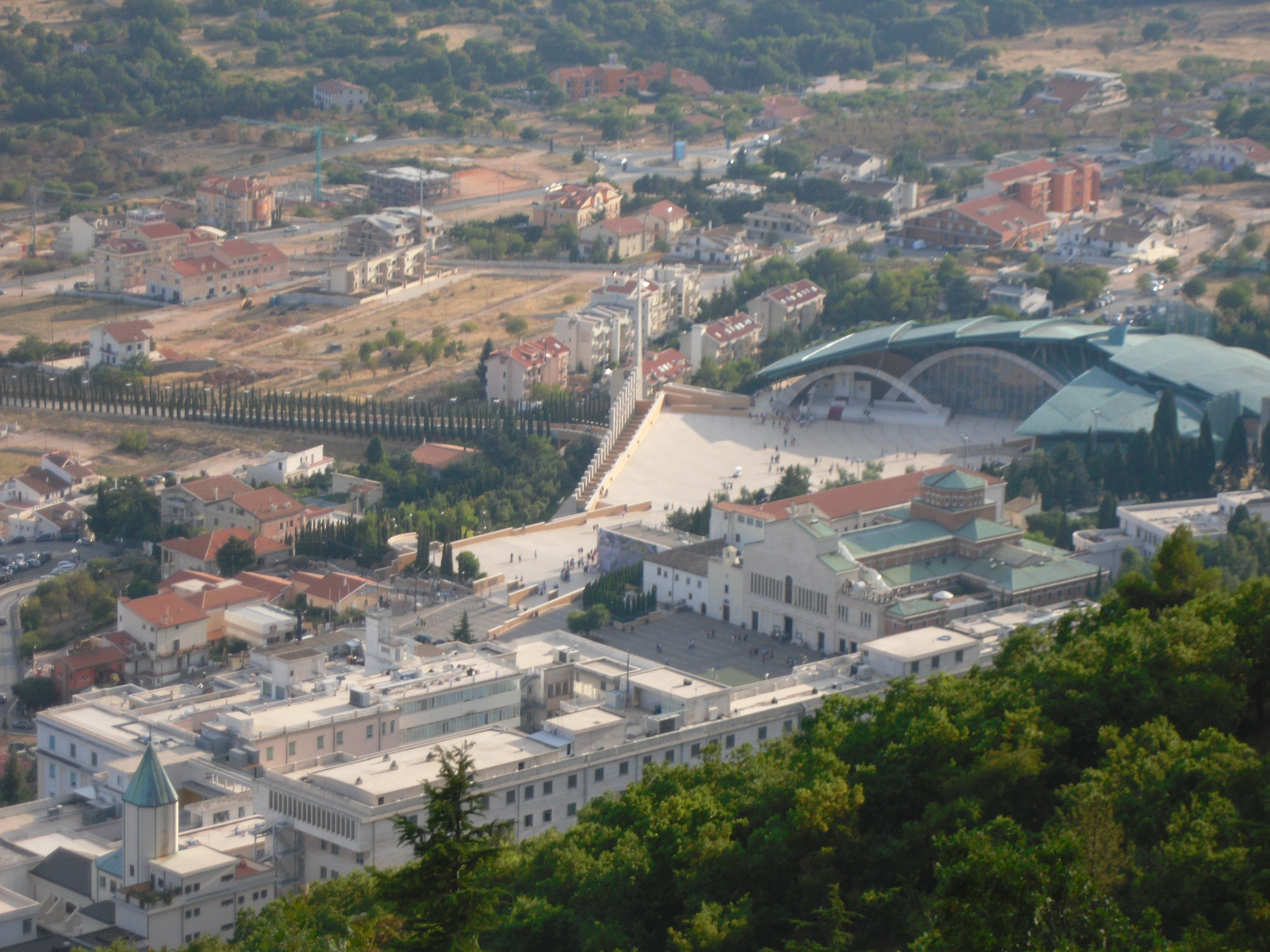
Santuário de São Pio de Pietrelcina em San Giovanni Rotondo, Província de Foggia, Itália.

O Santuário de São Pio de Pietrelcina (às vezes referido como Igreja de Peregrinação do Padre Pio) é um santuário católico em San Giovanni Rotondo, Província de Foggia, Itália, propriedade da Ordem dos Frades Menores Capuchinhos. Sua superfície é de 6.000 metros quadrados. Construída em devoção a São Pio de Pietrelcina, tem capacidade para 6.500 pessoas sentadas em adoração, com capacidade em pé para 30.000 pessoas do lado de fora. O arquiteto genovês Renzo Piano projetou a igreja. Ele está localizado em frente à Casa Sollievo della Sofferenza (Casa de Alívio do Sofrimento), um grande hospital italiano e centro de pesquisa, fundado pelo Padre Pio.